# Iris (planta)
Iris es un género de plantas rizomatosas de la familia Iridaceae. El mayor género de la familia con más de 300 especies, además de muchos híbridos y cultivares.  Además del nombre del género, iris se usa comúnmente para referirse a todas las especies, así como a otros varios géneros estrechamente emparentados y a una subdivisión dentro del género.

## Descripción
Los miembros de este género son herbáceas perennes que crecen de rizomas rastreros (iris rizomatosos) o, en climas más secos, de bulbos (iris bulbosos). Poseen tallos florales largos y erectos, que pueden ser simples o ramificados, macizos o huecos y aplanados o con secciones circulares transversales. Las hojas, en número de 3 a 10, en forma de espada forman una densa masa en la parte basal de la planta. Las especies bulbosas tienen hojas basales cilíndricas.

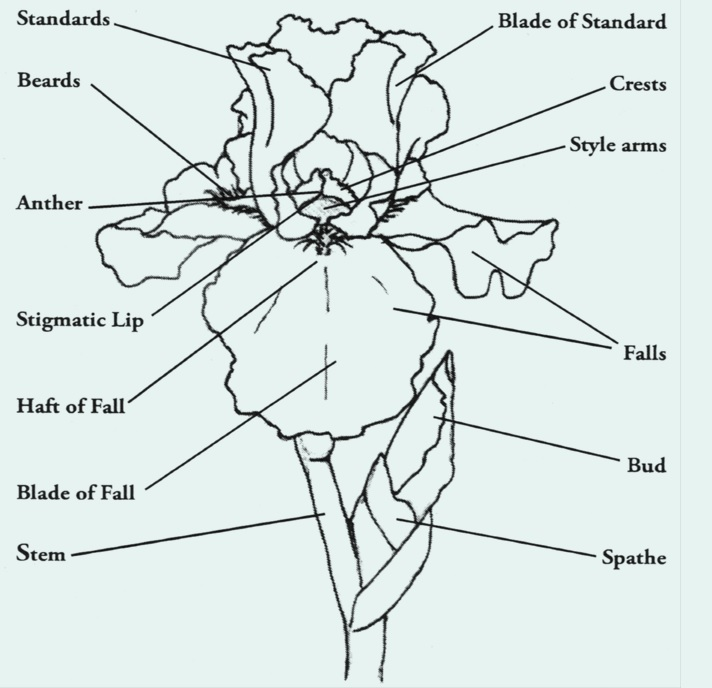
Partes de la flor

Las inflorescencias surgen en forma de abanico y contienen una o más flores de seis lóbulos simétricos, que crecen sobre un pedúnculo. Los tres sépalos, que generalmente se inclinan o curvan hacia abajo (llamados "alas"), se extienden desde la estrecha base (la "garra" o "mango") hacia la parte más ancha (la "extremidad" o "lámina"), y a menudo están adornados con vetas, líneas o puntos. En el centro de la lámina, algunos de los Iris rizomatosos tienen una "barba" (un mechón de pequeños pelos verticales que crecen en su línea media), que son los filamentos de la planta. Los tres, en ocasiones reducidos, pétalos se yerguen, parcialmente detrás de los sépalos basales. Algunas especies pequeñas tienen los seis lóbulos apuntando directamente hacia fuera. Los sépalos y pétalos difieren los unos de los otros. Están unidos en la base al tubo floral situado sobre el ovario. Los estilos se dividen hacia el ápice convirtiéndose en ramificaciones petaloides. Esto es importante para la polinización.
La flor del iris es de especial interés como ejemplo de la relación entre las plantas florales y los insectos polinizadores. La forma de la flor y la posición de los receptores del polen y los estigmas en los pétalos exteriores forman una pista de aterrizaje para un insecto volador, el cual, al sondear el néctar entrará primero en contacto con el periantio y después con los tres estambres sobre una superficie en espiral que nace en el ovario formado por los tres carpelos. 

La proyección transversal en forma de repisa sobre la espiral interior situada a los lados de los estambres y por debajo el estilo arqueado bajo el estigma, permite que el insecto entre en contacto con la superficie cubierta de polen solamente tras pasar este, mientras que al salir de la flor toma contacto con la cara inferior no receptiva del estigma. De este modo, un insecto que transporte polen de una flor visitada anteriormente y entre en otra, depositará el polen sobre el estigma y cuando salga de ella, el polen que lleva no se frotará ni se quedará adherido al estigma de la misma flor.
El fruto es una cápsula con numerosas semillas que se abre en tres partes. en algunas de las especies, las semillas tienen un arilo.

## Distribución y hábitat
Casi todas las especies están ampliamente distribuidas por las regiones templadas del hemisferio norte. Sus hábitats son muy diversos, abarcando desde las regiones frías en laderas herbosas, dehesas, ribazos de ríos hasta desiertos de Europa, Medio Oriente y África del Norte y por toda Norteamérica. La altitud no tiene gran importancia.

## Cultivo
Los iris se cultivan ampliamente como planta ornamental de forma doméstica y en jardines botánicos. Los jardines de Iris Presby Memorial en Nueva Jersey, por ejemplo, son un museo de iris vivos con más de 10 000 plantas, mientras que en Europa el jardín de iris más famoso es, posiblemente, el Giardino dell'Iris en Florencia (Italia) donde cada año se celebra un concurso de cultivadores de iris muy concurrido. En especial los numerosos tipos de iris barbados son los que aparecen regularmente en exposiciones como la Chelsea Flower Show.
Para el cultivo en jardines, la clasificación del iris difiere de la clasificación taxonómica. Los iris de jardín se clasifican como iris de bulbo o iris de rizoma (rizomatoso), con varias subdivisiones adicionales. Dada la amplia diversidad de orígenes geográficos y, por lo tanto, de diversidad genética, sus condiciones de cultivo varían enormemente; ya sea en cuanto a necesidades hídricas, como a luminosidad o tipo de sustrato.
Los iris crecen bien en la mayoría de los tipos de suelo de jardín siempre que estén bien drenados. Las primeras en florecer son especies como I. junonia e I. reichenbachii, que florecen en febrero y marzo en el hemisferio norte, seguidas de las formas enanas de I. pumila, y después la mayoría de las variedades de barba alta, como el iris alemán (Iris germanica) y su variedad florentina (Iris florentina), iris dulce (Iris pallida), iris variegata (iris húngaro), iris amarillo limón (I. flavescens), Iris sambucina, I. amoena, y sus híbridos naturales y hortícolas como los descritos bajo nombres como I. neglecta o I. squalens con el nombre de I. × lurida.

### Iris barbados rizomatosos

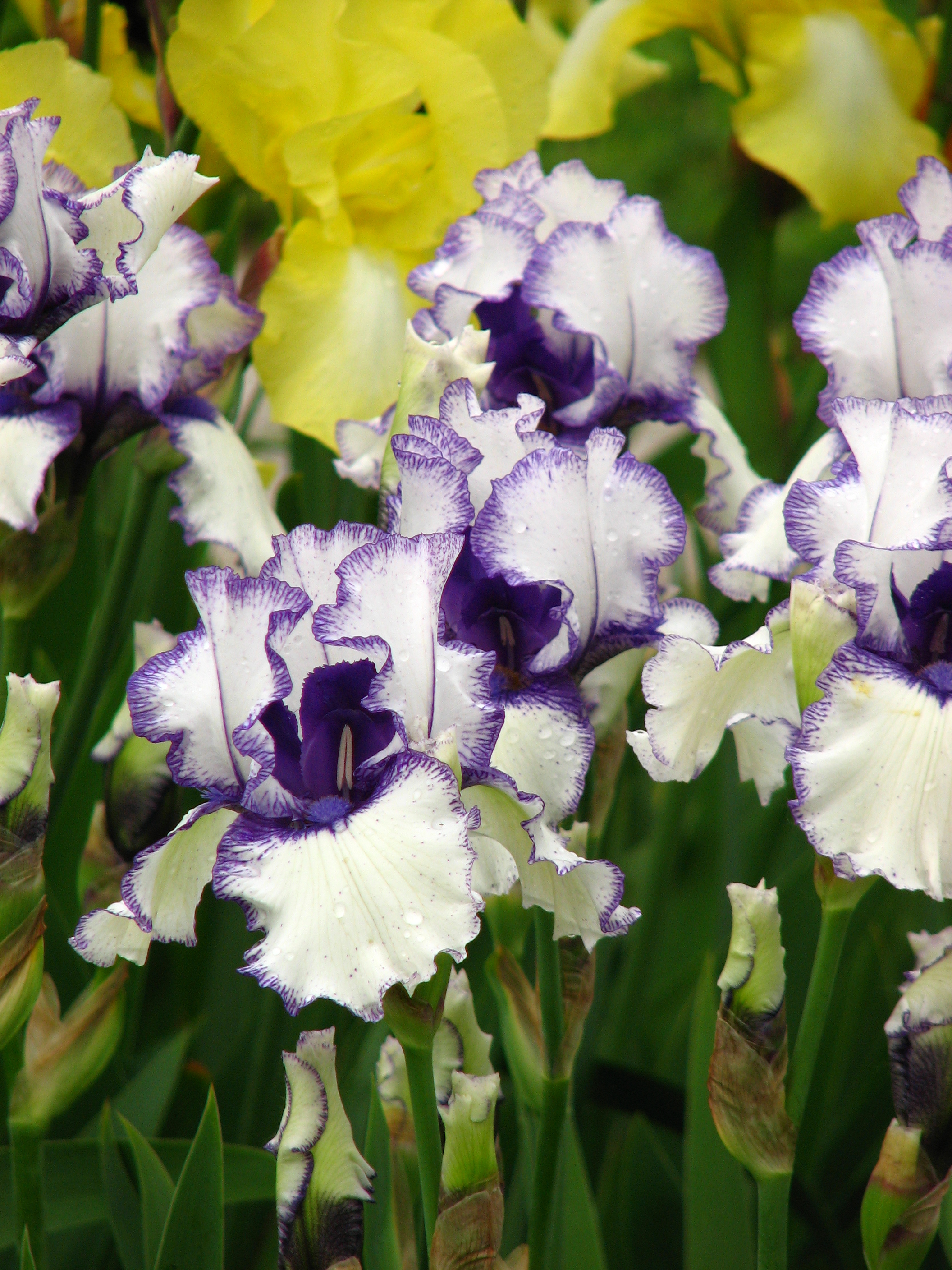
Uno de los cultivares de barbados de bordura, Iris 'Orinoco Flow'

Los lirios barbados se caracterizan por los mechones de pelo (barbas) que se encuentran sobre los sépalos inferiores de la flor. La mayoría de las especies de este subgénero Iris son originarios de Europa Central y Meridional.

En jardinería se les divide en 6 grupos según la temporada de floración y la altura del tallo florar.
1. Barbados enanos miniatura: no superan los 20 cm de altura, con flores de 5 a 6 cm. Son los de floración más precoz.
2. Barbados enanos estándar: miden entre 21 a 40 cm, con flores un poco mayores, de 7 a 9 cm. De floración también temprana, suelen suceder a los miniatura.
3. Barbados intermedios: miden entre 41 a 70 cm, con flores de 8 a 12 cm. La floración coincide parcialmente con los dos grupos anteriores.
4. Barbados de bordura: miden unos 64 cm, con flores de 12,5 cm de ancho por 9 de alto de pétalos redondos y muy ondulados. Coinciden en periodo de floración con los altos.
5. Barbados altos miniatura: miden entre 41 a 70 cm, con flores de 9 cm. Este grupo se caracteriza por la fragilidad y la delicadeza de tallos y flores.
6. Barbados altos: tallos florales de más de 70 cm, y muy ramificados.[7][8]

Selección de iris barbados ganadores del Premio al mérito en jardinería
de la institución británica Royal Horticultural Society.
| - 'Alizes' (barbado alto, azul y blanco) - 'Bumblebee Deelite' (barbado alto miniatura, amarillo/púrpura) - 'Early Light' (barbado alto, amarillo pálido) - 'Jane Phillips' (barbado alto, azul pálido) - 'Langport Wren' (barbado intermedio, marrón) - 'Maui Moonlight' (barbado intermedio, amarillo pálido) | - 'Orinoco Flow' (barbado de bordura, blanco/violeta) - 'Raspberry Blush' (barbado intermedio, rosa) - 'Sarah Taylor' (barbado enano, amarillo pálido) - 'Thornbird' (barbado alto, amarillo pálido) - 'Titan's Glory' (barbado alto, azul oscuro) |

## Taxonomía
Iris fue publicado por Carlos Linneo en Species Plantarum 1:38. (1753).
Etimología
El nombre procede del latín iris, y este del griego ἶρις îris. Linneo, al observar el amplio colorido de las flores de las especies, nombró el género como la diosa griega que personifica el arco iris, Iris, la mensajera de los dioses.

## Filogenia
Las más de 300 especies de este género, junto con sus muchos híbridos naturales, han sido divididos por las clasificaciones modernas, comenzando por Dykes (1913). Él se refirió a los principales subgrupos como secciones. Los autores posteriores como Lawrence (1953) y Rodionenko (1987) generalmente los han llamado subgéneros, mientras que esencialmente conservan las agrupaciones de Dykes, utilizando seis subgéneros divididos en doce secciones. De estos, la sección Limneris (subgénero Limneris) se dividió aún más,  en dieciséis series. Al igual que algunas fuentes antiguas, Rodionenko movió algunos de los subgéneros bulbosos (Xiphium, Scorpiris y Hermodactyloides) a géneros separados (Xiphion, Juno e Iridodictyum, respectivamente). Sin embargo, esto no ha sido aceptado por escritores posteriores como B.Mathew (1989), aunque este último mantuvo a Hermodactylus como un género distinto, para incluir Hermodactylus tuberosus, posteriormente devuelto a Hermodactyloides como Iris tuberosa.
Rodionenko también redujo el número de secciones en el subgénero Iris, de seis a dos, dependiendo de la presencia (como en Hexapogon) o ausencia (como en Iris) de arilos en las semillas, denominadas «arilada» o «no arilada». Taylor (1976) proporciona argumentos para no incluir todas las especies ariladas en Hexapogon.
En general, las clasificaciones modernas reconocen habitualmente seis subgéneros, de los cuales cinco están restringidos al Viejo Mundo; el sexto (subgénero Limniris) tiene una distribución holártica. Los dos subgéneros mayores se dividen en secciones.

### División subgenérica
- Iris (Iris rizomatosos barbados)
- Limniris (Iris rizomatosos no barbados)
- Xiphium (Iris bulbosos de bulbo liso: Anteriormente género Xiphion)
- Nepalensis (Iris bulbosos: Anteriormente género Junopsis)
- Scorpiris (Iris bulbosos de bulbo liso: Anteriormente género Juno)
- Hermodactyloides (Iris bulbosos de bulbo reticulado: Anteriormente género Iridodictyum)

#### Secciones, series y especies
- Ver Anexo:Especies de Iris